# NGC 1401
NGC 1401 is een lensvormig sterrenstelsel in het sterrenbeeld Eridanus. Het hemelobject werd op 9 december 1784 ontdekt door de Duits-Britse astronoom William Herschel.

## Synoniemen
- PGC 13457
- ESO 482-26
- MCG -4-9-42